# Adil Galiakhmetov
Adil Galiakhmetov est un patineur de vitesse sur piste courte kazakh.

## Biographie
Au cours de la saison de Coupe du monde de patinage de vitesse sur piste courte 2021-2022, il prend l'argent au 1 500 mètres à la première manche ainsi que la cinquième place du 1 000 mètres.
Il participe aux épreuves de patinage de vitesse sur piste courte aux Jeux olympiques de 2022 sur le 1 000 mètres et le relais mixte.